# 무월경
무월경(無月經, amenorrhoea, amenorrhea, amenorrhœa)은 생식 연령기의 여성의 월경 주기의 부재이다.

## 분류
무월경을 분류하는 데에는 2가지로 크게 분류할 수 있다. 무월경은 원발성인지, 속발성인지, 아니면 기능적 위치에 따라 분류된다.
- 원발성과 속발성에 따라: 원발성 무월경은 16세까지 여성에게 월경이 없는 경우이다.[2] 속발성 무월경은 3개월 간 월경 이력이 없거나 9개월 간 비정기적인 월경 이력이 있는 등, 월경이 정지한 경우이다. 보통 40~55세의 여성에게서 일어난다.
- 위치에 따라: 생식축(reproductive axis)은 4가지 위치를 가지는 것으로 간주할 수 있다: 1. 유출로(자궁, 자궁 경관, 질), 2. 난소, 3. 뇌하수체, 4. 시상하부. 뇌하수체와 시상하부의 병인은 종종 동시에 발생한다.

## 병인
- 저체중
- 약물
- 모유 수유
- 육체적 기형
- 스트레스
- 임신

## 같이 보기
- 월경